# Martin Rev

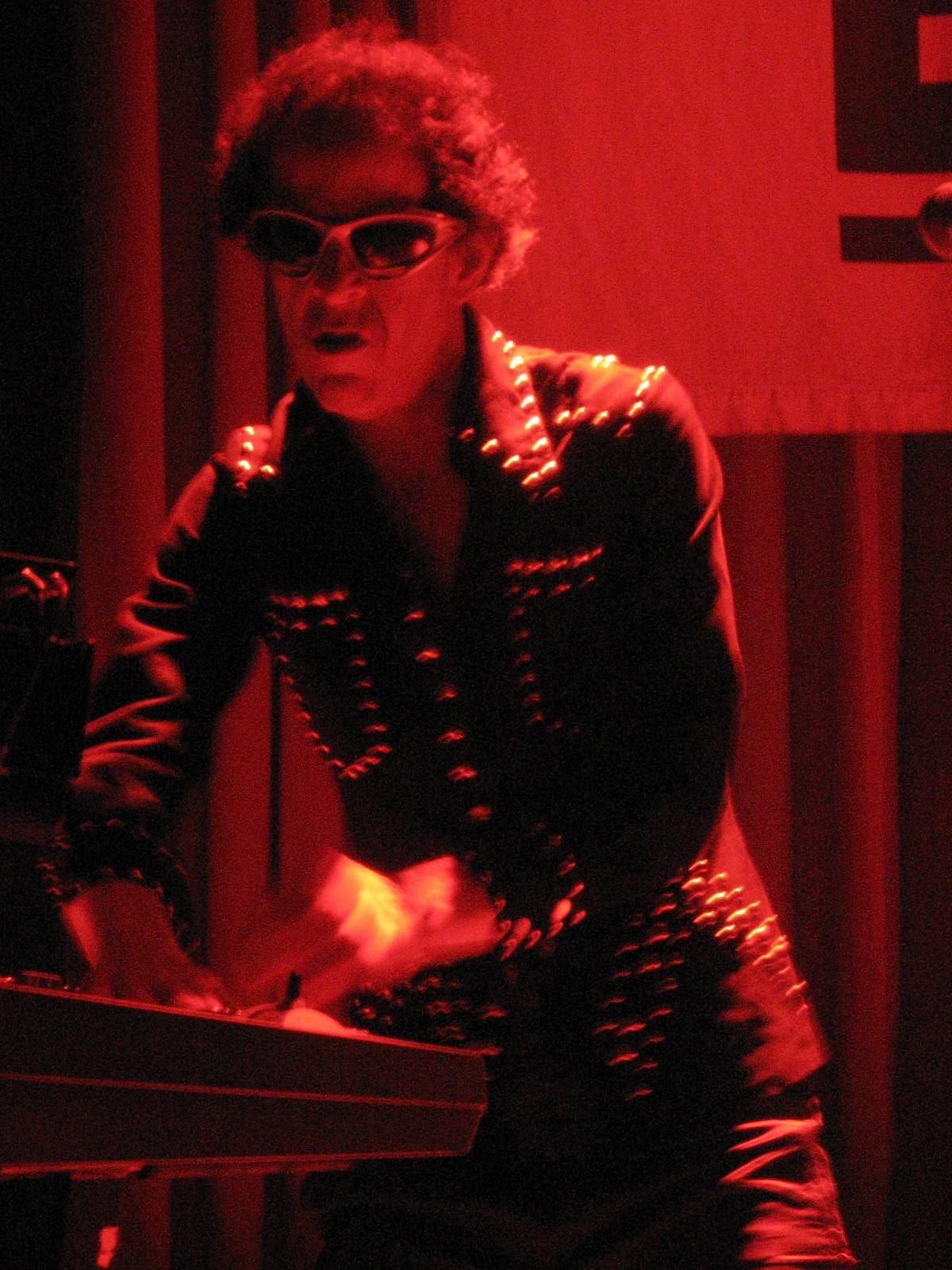
Martin Rev 2005 in Madrid

Martin Reverby (* 18. Dezember 1947 in New York) ist ein US-amerikanischer Musiker und Filmkomponist. Er war der Instrumentalist der No-Wave-Band Suicide. Zusammen mit Alan Vega gilt er als einer der Vorreiter des Techno. Martin Rev lebt und arbeitet in New York.

## Leben
Martin Rev wurde in der New Yorker Bronx unter dem Namen Martin Reverby geboren. 1970 gründete er zusammen mit Alan Vega die Punkrock-Band Suicide in New York. Zuvor hatte Rev Erfahrungen als Free-Jazz-Musiker gesammelt. Nach anfänglichen Erfolgen löste sich Suicide 1973 vorerst auf.
1976 nahmen Rev und Vega den Faden wieder auf und avancierten zur Stammband des New Yorker Punk-Clubs CBGB’s. 1977 veröffentlichten sie ihr Debütalbum Suicide. Diese gemeinsame zweite Zusammenarbeit hielt bis 1992.
1998 vereinten sich Rev und Vega für eine Neuveröffentlichung ihres Albums Suicide. 2002 feierten sie mit dem Album American Supreme ihr Comeback.
Neben Suicide verfolgte Martin Rev zahlreiche Soloprojekte. Dabei kam es immer wieder zu einer Zusammenarbeit mit dem Künstler Stefan Roloff. 2002 komponierte Martin Rev die Filmmusik zu Roloffs Dokumentarfilm Rote Kapelle.